# Hiram Lodge
Hiram Lodge é um personagem fictício da Archie Comics. Ele é casado com Hermione Lodge e eles têm uma filha, Veronica Lodge. Ele é um multi-bilionário e um dos homens mais ricos do mundo. Ele é um industrial e CEO de sua empresa multibilionária, a Lodge Industries. Hiram é também o homem mais rico de Riverdale.

## Em outras mídias
Hiram aparece na série CW Riverdale, interpretada por Mark Consuelos. No episódio piloto, é mencionado que ele está em Nova York em julgamento por fraude e peculato, levando Hermione Lodge e Veronica a se mudarem para Riverdale, a fim de escapar de sua notoriedade. Ele também serviu como um rival para Fred Andrews em seus dias de colégio com ele, eventualmente, roubar Hermione (que na época estava namorando Fred) dele e depois se casar com ela. Mais tarde, fica estabelecido que Hermione está ajudando-o a continuar administrando seus negócios e impérios criminosos de trás das grades. Ele é um homem livre pelos eventos da segunda temporada, retornando a Riverdale e é mostrado para ser protetor de Veronica enquanto também uma presença ameaçadora e poderosa na cidade. No final da segunda temporada, Hermione percebe que Hiram é um monstro e pára de apoiá-lo. Na Wyrm Branca, Verônica confronta Hiram e revela que ela comprou o bar, o que ele precisa para seus planos. Ela se oferece para trocá-lo pelo restaurante dos Pops. Ele concorda, desde que ela entregue sua participação nas Indústrias Lodge. Ela concorda, dizendo que era dinheiro de sangue de qualquer maneira.
Apesar de sua idade, ele continua fisicamente apto, o que em uma história, ele atribui a ele ter que perseguir Archie.